# Estació de Petra
L'estació de Petra és una estació de tren de Serveis Ferroviaris de Mallorca. Serveix a la vila homònima i està situada als afores del nucli, a la zona nord, a tocar de la carretera antiga d'Ariany. Aquesta estació va ser inaugurada al maig de 2003, amb la reobertura del corredor a Manacor.
No obstant això, la població ja havia tingut una altra estació, en servei des de l'any 1879 fins al 1977, més a prop del centre, construïda als afores, però que amb el creixement del poble s'havia inserit en la trama urbana, motiu pel qual es va decidir construir la variant actual.
La infraestructura té dues andanes laterals i dues vies i un aparcament dissuassori. Actualment, compta amb una edificació, on es troben les màquines d'autovenda de bitllets.
| Procedència/Destinació             | <     | Línia         | >       | Procedència/Destinació |
| ---------------------------------- | ----- | ------------- | ------- | ---------------------- |
| Serveis Ferroviaris de Mallorca    |       |               |         |                        |
| Estació Intermodal-Plaça d'Espanya | Sineu | Palma-Manacor | Manacor | Manacor                |